# 哈瑟尔特站
哈瑟尔特站（荷蘭語：Station Hasselt）是比利時林堡省省会哈瑟爾特的主要鐵路車站，啟用於1847年12月8日。現有車站建築啟用於1965年。

## 列车服务
该站提供以下列车服务：
- 城际列车 (IC-03) 克诺克/布兰肯贝赫 - 布鲁日 - 根特 - 布鲁塞尔 - 鲁汶 - 哈瑟尔特 - 亨克
- 城际列车 (IC-08) 安特卫普 - 梅赫伦 - 布鲁塞尔机场 - 鲁汶 - 哈瑟尔特
- 城际列车 (IC-09) 安特卫普 - 利尔 - 阿尔斯霍特 - 哈瑟尔特 - 列日（周末）
- 城际列车 (IC-10) 安特卫普 - 莫尔 - 哈瑟尔特
- 城际列车 (IC-13) 哈瑟尔特 - 列尔斯 - 列日 - 维塞 - 马斯特里赫特（周一至周五）
- 城际列车 (IC-20) 根特 - 阿尔斯特 - 布鲁塞尔 - 哈瑟尔特 - 通厄伦（周一至周五）
- 地方列车 (L-03) 鲁汶 - 阿尔斯霍特 - 迪斯特 - 哈瑟尔特